# Ichneumenoptera duporti
Ichneumenoptera duporti is een vlinder uit de familie wespvlinders (Sesiidae), onderfamilie Sesiinae.
Ichneumenoptera duporti is voor het eerst wetenschappelijk beschreven door Le Cerf in 1927. De soort komt voor in het Oriëntaals gebied.